# Maja (ráknem)
A Maja a felsőbbrendű rákok (Malacostraca) osztályának tízlábú rákok (Decapoda) rendjébe, ezen belül a Majidae családjába tartozó nem.

## Rendszerezés
A nembe az alábbi 4 faj tartozik:
- Maja brachydactyla Balss, 1922
- Maja cornuta (Linnaeus, 1758)
- Maja crispata Risso, 1827
- nagy tengeripók (Maja squinado) (Herbst, 1788) - típusfaj

## Képek

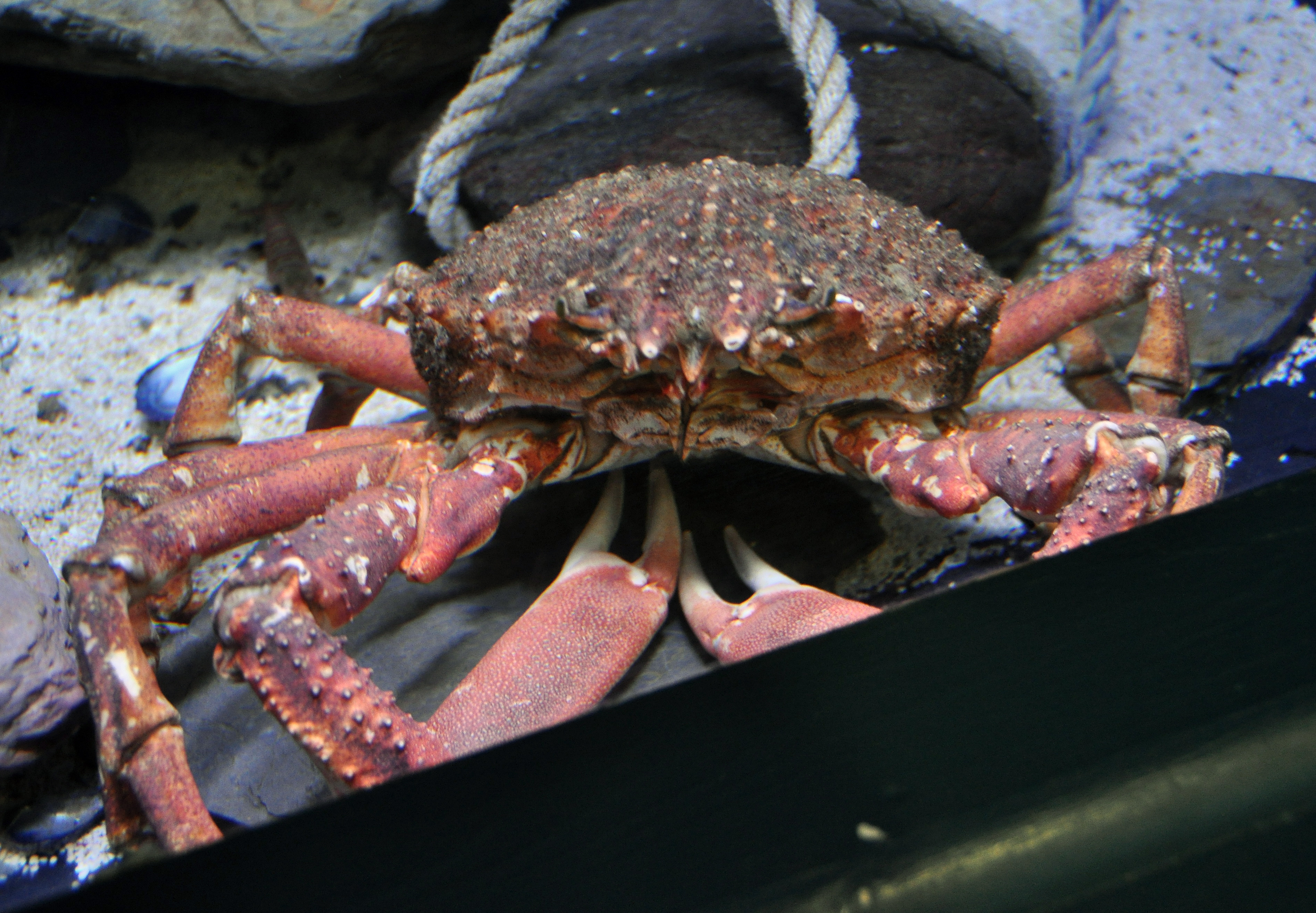
Maja brachydactyla
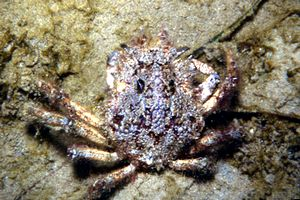
Maja crispata
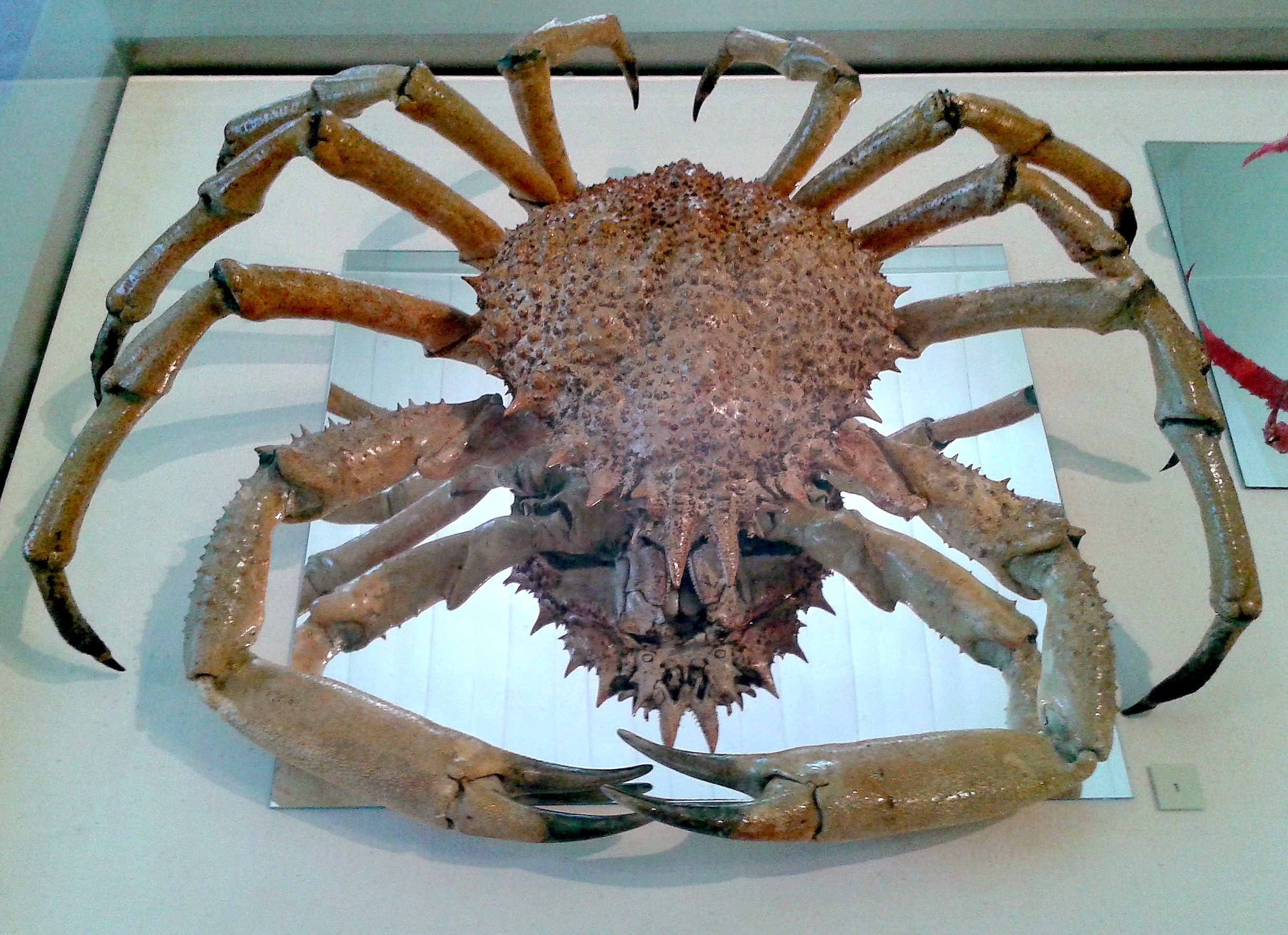
Maja squinado